# Miro Barešić
Miroslav „Miro“ Barešić (* 10. September 1950 in Drage bei Biograd na Moru; † 31. Juli 1991 in Miranje Donje bei Benkovac) war ein jugoslawischer bzw. exilkroatischer Terrorist.

## Leben
Barešic gehörte der rechtsextremen Terrororganisation Kroatischer Volkswiderstand (HNOtpor) an. Er war 1971 an der Ermordung des jugoslawischen Botschafters Vladimir Rolović (* 1916) in Stockholm beteiligt und wurde dafür von einem schwedischen Gericht rechtskräftig verurteilt. Gesinnungsgenossen erpressten mit der Flugzeugentführung von Bulltofta Barešićs Freilassung von Schweden, der mit den Flugzeugentführern nach Spanien flog. Dort wurde er für 18 Monate inhaftiert. Nach einem Aufenthalt in Paraguay saß er in Schweden seine 7-jährige Haftstrafe ab, nach seiner Freilassung ging er wieder nach Paraguay.
1991 kehrte Barešić in das inzwischen unabhängig gewordene Kroatien zurück und schloss sich der kroatischen Nationalgarde an. Nach kurzer Zeit kam er nahe Zadar unter ungeklärten Umständen ums Leben. Seine sterblichen Überreste wurden am 26. Juni 1992 in einem Grab für die Gefallenen des Kroatienkrieges (Aleji branitelja) auf dem Mirogoj-Friedhof in Zagreb umgebettet.

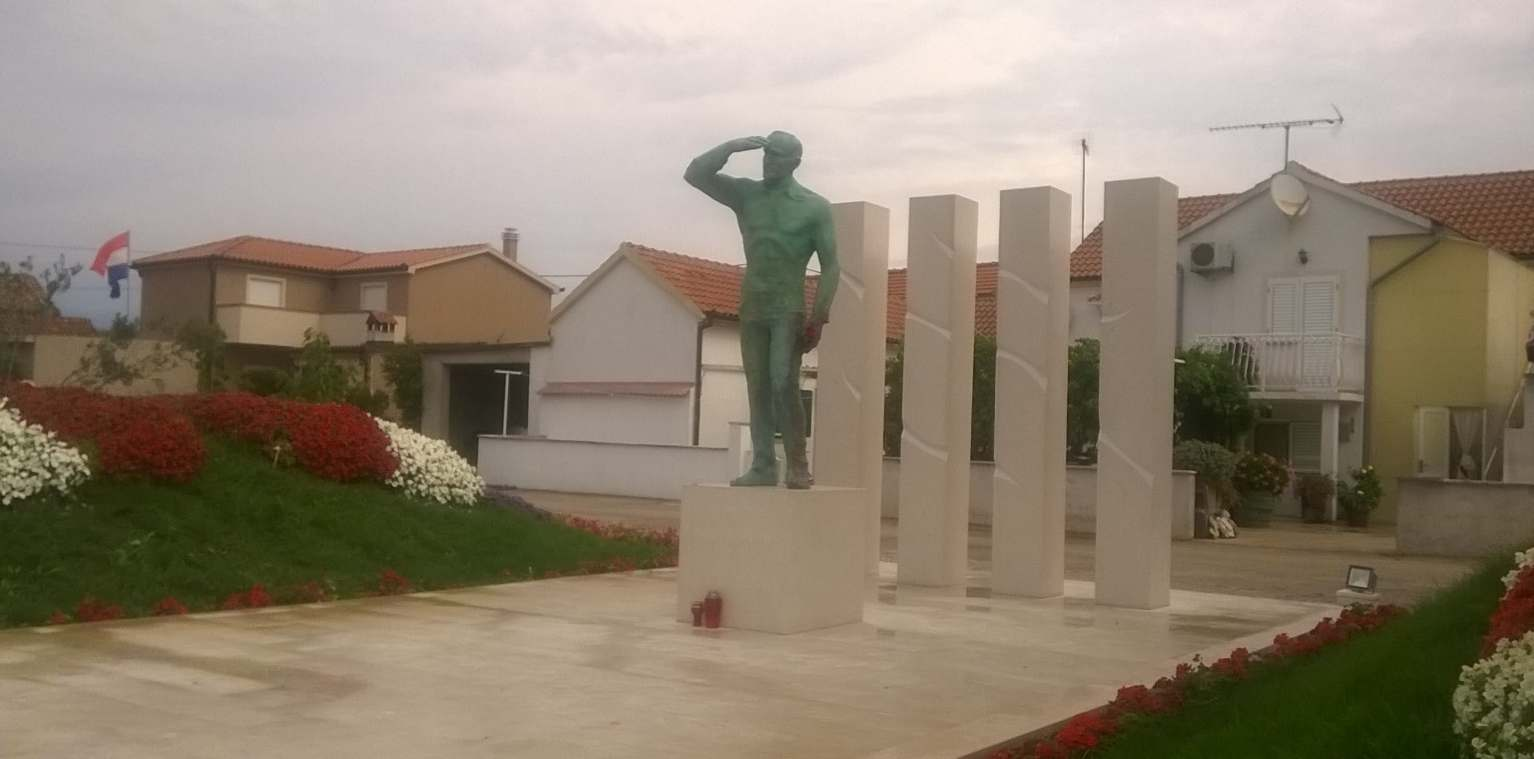
Denkmal für Miro Barešić in seinem Geburtsort Drage. Deutlich zu erkennen die blutrot gefärbte linke Hand (August 2016).

Anlässlich seines Todestages wurde ihm am 31. Juli 2016 in seinem Geburtsort ein Denkmal errichtet. Die etwas mehr als lebensgroße einfarbige Stein-Skulptur wurde von dem Bildhauer Ivan Kujundžić angefertigt. Das montenegrinische Außenministerium protestierte am 1. August 2016 mit einer Protestnote an den kroatischen Botschafter in Podgorica dagegen. Offenbar von Unbekannten aus dem Antifa-Umfeld wurde wenige Tage nach der Errichtung eine Hand der Skulptur blutrot bemalt.